# Bison priscus
Степовий бізон (Bos priscus, syn. Bison priscus) — вимерлий вид бізонів. Він був широко розповсюджений у величезних степах, починаючи від Західної Європи до східної Берингії в Північній Америці під час пізнього плейстоцену. Він є предком усіх північноамериканських бізонів, включаючи, зрештою, сучасних американських бізонів. Було запропоновано три хронологічні підвиди: Bison priscus priscus, Bison priscus mediator і Bison priscus gigas.

## Еволюція

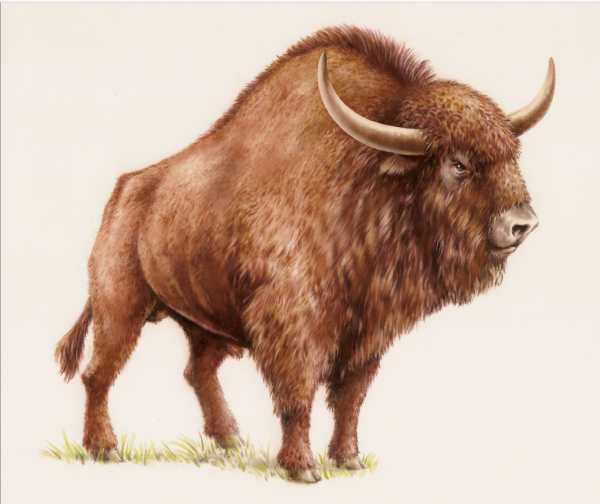
Реконструкція

Степовий бізон вперше з'явився в середині середнього плейстоцену у східній Євразії, згодом поширившись на захід аж до Західної Європи. Під час пізнього середнього плейстоцену, приблизно 195 000-135 000 років тому, степові бізони мігрували через Берингів сухопутний міст до Північної Америки, ставши предками ендемічних північноамериканських видів бізонів, включаючи найбільшого відомого бізона Bison latifrons і меншого Bison antiquus, останній з яких вважається предком сучасних американських бізонів.

## Опис
Подібний до сучасних видів бізонів, особливо американського лісового бізона (Bison bison athabascae), степовий бізон мав висоту понад 2 метри в холці та сягав 900 кг ваги.
Bison priscus gigas — найбільший відомий бізон Євразії. Цей підвид, ймовірно, був аналогічним Bison latifrons, досягаючи схожих розмірів тіла та рогів, які були на відстані до 210 сантиметрів один від одного, і, імовірно, сприяв схожим умовам існування.
Степовий бізон був також анатомічно схожий на європейського бізона (Bison bonasus), до того, що їх було важко розрізнити, коли немає повних скелетів. Ці два види були досить близькі для схрещування; однак вони також були генетично відмінними, що вказує на те, що схрещування насправді було рідкісним, можливо, в результаті поділу ніш між видами.

## Вимирання
Розповсюдження степових бізонів скоротилося на північ після закінчення останнього льодовикового періоду, вони виживали до середини голоцену, перш ніж вимерли в ході четвертинного вимирання. Скелет степового бізона з радіовуглецевим датуванням 5400 років до сьогодення (приблизно 3450 р. до н. е.) був виявлений на Алясці. Залишки B. priscus у північній частині річки Ангара в Азії датовані 2550–2450 рр. до н. е., а в річці Оять у Ленінградській області — 1130–1060 рр. до н. е.. Причини вимирання степового бізона та багатьох інших видів, переважно мегафауни, залишаються гостро дискусіями, але вибірковість для великих тварин свідчить про те, що поширення сучасних людей зіграло значну роль.